# دانشکده پلیس (مجموعه‌فیلم)
دانشکده پلیس (انگلیسی: Police Academy) یک مجموعه فیلم کمدی به کارگردانی هیو ویلسون، جری پاریس، جیم دریک، الن مایرسون، پیتر بنرز و الن متر است که طی سال‌های ۱۹۸۴ تا ۱۹۹۴ منتشر شد.
نخستین فیلم از این مجموعه، دانشکده پلیس (۱۹۸۴) نام داشت و داستانش دربارهٔ شهری بود که شهردارش اعلام کرده بود دانشکده پلیس، نیازمند تعدادی دانشجوی افسری جوان است و همهٔ داوطلبان پذیرفته خواهد شد. بعد تعدادی متقاضی ناجور و نامتجانس نام‌نویسی کردند و علی‌رغم بی‌قاعدگی‌ها و تک‌روی‌هایشان موفق هم شدند و البته همین بی‌قاعدگی‌ها و تک‌روی‌های، عامل موفقیتشان هم بود. شخصیت اصلی داستان «کَری ماهونی» (با بازی استیو گوتنبرگ) یک خلافکار باسابقه بود که مجبورش کرده بودند به عنوان تنبیه، به دانشکده پلیس بپیوندد.
به‌طور کلی، تمامی این مجموعه فیلم‌های سینمایی و تلویزیونی را شوخی‌های مضحکی تشکیل می‌داد که طنز آن بر پایه شخصیت‌پردازی و شوخی‌های فیزیکی بود. همچون سایر فیلم‌های این سبک سینمایی، در اینجا هم شخصیت‌های اصلی عده‌ای انسان توسری‌خور و شکست‌خورده بودند که سعی داشتند توانایی‌های و قابلیت‌های خودشان را ثابت کنند و تعدادی بالادست و رئیسِ کلیشه‌ای سعی در منکوب‌کردن و فشار بر آنان داشتند. دنباله‌های ساخته‌شده برای فیلم اول، چندان طی سال‌های بعدی موردِ توجه منتقدان واقع نشد. فیلم اول در آمریگای شمالی، ۸۱/۲ میلیون دلار فروش داشت، اما ۶ فیلم بعدی در مجموع ۱۵۰ میلیون دلار فروخت. مشابهت‌های محتوایی و ساختاری بین این مجموعه فیلم و سری فیلم‌های بریتانیاییِ ادامه بده دیده شده است که در هر دو، از بازیگران دائمی و نیز شوخی‌های فیزیکی و طنزهای پیش‌پاافتاده و کنایه‌های جنسی استفاده شده است.

## فیلم‌ها و عوامل تولید
| نام فیلم                          | کارگردان    | نویسندگان                          | تهیه‌کنندگان                                           |
| --------------------------------- | ----------- | ---------------------------------- | ----------------------------------------------------- |
| دانشکده پلیس (۱۹۸۴)               | هیو ویلسون  | نیل ایزرائیل، پت پرافت، هیو ویلسون | پل ماسلانسکی                                          |
| دانشکده پلیس ۲ (۱۹۸۵)             | جری پاریس   | بری دابلیو بلاواستاین، دیوید شفیلد | پل ماسلانسکی، جان گلدوین، لئونارد سی. کرول            |
| دانشکده پلیس ۳ (۱۹۸۶)             | جری پاریس   | جین کوئینتانو                      | پل ماسلانسکی، دانلد ال. وست                           |
| دانشکده پلیس ۴ (۱۹۸۷)             | جیم دریک    | جین کوئینتانو                      | پل ماسلانسکی، دانلد ال. وست                           |
| دانشکده پلیس ۵ (۱۹۸۸)             | الن مایرسون | استفن کرویک                        | پل ماسلانسکی، دانلد ال. وست                           |
| دانشکده پلیس ۶ (۱۹۸۹)             | پیتر بنرز   | استفن کرویک                        | پل ماسلانسکی، دانلد ال. وست                           |
| دانشکده پلیس: مأموریت مسکو (۱۹۹۴) | الن متر     | رندالف دیویس، میشل اس. کودوس       | پل ماسلانسکی، دانلد ال. وست، سوزان لُر، لئونید ورشچگین |